# Encystacja
- Encystacja (otorbienie) – proces fizjologiczny polegający na wykształceniu przez organizm cysty. Podczas tego procesu dochodzi do zmian morfologicznych i fizjologicznych polegających najczęściej na obniżeniu tempa metabolizmu i wytworzeniu grubych osłon zewnętrznych pozwalających przetrwać niekorzystne warunki środowiskowe (temperatura, susza itp.). Endocysty wytwarzają głównie pierwotniaki np. orzęski, wiciowce oraz wiele bezkręgowców, głównie pasożytów.
- Encystacja – stan anabiozy wywołany brakiem odpowiedniej ilości pożywienia.